# قائمة مدعي المشيحية
يُعتبر المسيح في اليهودية أو المشيح أو المسيا أو المشيا هو الشخص الذي يعتقد اليهود أنه سيخلصهم من الاضطهاد، وهو شخص ينتظره اليهود حتى اليوم؛ حيث أنهم لم يؤمنوا بالمسيح بن مريم أو أي شخص آخر ادعى أنه المسيح.
تطلع اليهود دائمًا إلى ظهور قائد عسكري يهزم الأعداء السلوقيين أو الرومان ويؤسس مملكة يهودية مستقلة. وذكر آخرون، مثل مؤلف مزامير سليمان، أن المسيح سيكون معلمًا يقدم التفسير الصحيح لشريعة موسى، ويستعيد ملكية إسرائيل، ويحكم البشرية.
هذه قائمة بالأشخاص البارزين الذين قيل عنهم أنهم المسيح بن داود، إما من قبل أنفسهم أو من قبل أتباعهم. قُسِّمت القائمة حسب تاريخ الميلاد.

## القرن الأول
- يسوع الناصري (حوالي 4 ق.م-30/33 م)، في الجليل ومقاطعة يهودا الرومانية. كان اليهود الذين آمنوا بأنه المسيح هم المسيحيون الأوائل، والمعروفون أيضًا بالمسيحيين اليهود. وحسب إحصاء عام 2015، يُقدر أن هناك 2.3 مليار مسيحي في العالم،[1] مما يجعل يسوع الناصري هو المطالب الأكثر شهرة والمسيح الأكثر متابعة في تاريخ البشرية. وبالإضافة إلى المسيحيين، يؤمن المسلمون أيضًا بأن يسوع هو المسيح اليهودي ولكنه ليس ابن الله.
- عاش العديد من المتمردين والقادة العسكريين اليهود في القرن الأول، بما في ذلك يهوذا الجليلي، وثوداس، وسمعان البيراوي، وأثرونجيس، يعتقد بعض العلماء أنهم قد يكونوا ادعوا كونهم المسيح.

## القرن الثاني
مع تدمير الهيكل في القدس، توقف ظهور مدعو المسيحانية لفترة من الوقت. وبعد ستين عامًا، نشأت حركة سياسية مسيحية واسعة النطاق.
- شمعون بار كوخبا (- توفي حوالي عام 135 م)، قاد ثورة ضد الإمبراطورية الرومانية في عامي 132-135 م. وقد أشاد الحاخام عكيفا ببار كوخبا باعتباره الملك المسيح، وأشار أنه المقصود بنص سفر العدد الرابع والعشرين. 17: «يَبْرُزُ كَوْكَبٌ مِنْ يَعْقُوبَ، وَيَقُومُ قَضِيبٌ مِنْ إِسْرَائِيلَ، فَيُحَطِّمُ طَرَفَيْ مُوآبَ، وَيُهْلِكُ كُلَّ بَنِي الْوَغَى.» وكذلك (رسالة التلمود السنهدرين 97ب) 21، 22: "سأزلزل السماوات والأرض وأقلب عروش الممالك....". وقد شكك البعض في كونه مسيحانيًا، لكن بار كوخبا قاد تمردًا وأسس دولة يهودية لم تدم طويلاً. قُتل في حصار بيتار، وهي المعركة النهائية في الحرب اليهودية الرومانية الثالثة التي دمرت يهودا.

## القرن الخامس
- موسى الكريتي. بعد فشل حرب بار كوخبا، انتهت الحركات المسيحانية لعدة قرون. ومع ذلك، فإن أمل اليهود في مجيء المسيح الخاص بهم ظل قائما. وبحسب أحد تفسيرات التلمود، كان من المتوقع ظهور المسيح في عام 440 أو عام 471. ظهر موسى الكريتي في هذا الوقت تقريبًا في جزيرة كريت، والذي نجح في كسب اليهود هناك إلى حركته. وأطلق على نفسه اسم موسى، ووعد بأن يقود الشعب، مثل موسى النبي، ووعد بعبور البحر إلى أرضهم المقدسة القديمة إسرائيل ويهودا. واقتنع أتباعه بمطالبه، فتركوا كل ممتلكاتهم وانتظروا اليوم الموعود؛ حيث تبعوا موسى إلى نتوء يطل على البحر، وبناءً على أمره ألقوا بأنفسهم هناك - حيث غرق العديد منهم أو هلكوا على الصخور.[2] ثم اختفى موسى نفسه. يقول سقراط القسطنطيني أن موسى هرب، في حين تزعم سجلات يوحنا النقيوسي أنه هلك في البحر. وزعم آخرون أنه كان شيطانًا أُرسل لتضليل اليهود. في حين أنه أطلق على نفسه اسم "موسى"، فإن السجل يعطي اسمه الحقيقي "فيسكيس".

## القرن السابع
يسجل سجل خوزستان وجود مدعي المسيحانية غير معروف ظهر جنبًا إلى جنب مع الفتح الإسلامي لخوزستان.

## القرن الثامن
في القرن الثامن ظهر مصلحون دينيون يهود أثر عملهم على اليهودية القرائية التي ظهرت في الجزء الأول من القرن الثامن في بلاد فارس:
- أبو عيسى الأصفهاني. عاش في عهد مروان بن محمد (744-750). ويدعي أنه آخر الخمسة المتقدمين للمسيح وأن الله اختاره لتحرير إسرائيل. وبعد أن جمع عددًا كبيرًا من الأتباع، ثار ضد الخليفة في بلاد فارس. هُزِم وقُتِل في الري. وزعم أتباعه أنه كان ملهماً، وهو مؤسس أول فرقة نشأت في اليهودية بعد خراب الهيكل وهي العيساوية.
- يودغان، الملقب بـ "الراعي" ("الراعي لقطيع قومه")، عاش ودرّس في بلاد فارس في النصف الأول من القرن الثامن. وأعلن نفسه نبيًا، واعتبره تلاميذه المسيح. وكان من همدان، ويعلم العقائد التي ادعى أنه تلقاها من خلال النبوة. بحسب الشهرستاني، فإنه عارض التجسيم ، وعلّم مبدأ الإرادة الحرة، واعتبر أن التوراة لها معنى مجازي بالإضافة إلى معناها الحرفي. وحث أتباعه على التصوف والامتناع عن اللحوم والخمر والصلاة والصيام كثيرًا، اقتداءً بمعلمه أبي عيسى. كان يعتقد أن مراعاة السبت والأعياد كانت مجرد مسألة تذكارية. بعد وفاته، اعتقد أتباعه أنه لم يمت بل سيعود في تاريخ مستقبلي.
- سيرين (يُذكر اسمه في المصادر بشكل مختلف مثل شيريني، شيريا، سيرينوس، زونوريا، ساوورا، سيفيروس) السوري ولد مسيحيًا. قام بالوعظ في منطقة ماردين بين عامي 720 و723م. تذكر المصادر المسيحية المعتمدة على تاريخ ثيوفيلس أن "سيفيروس" أعلن نفسه المسيح؛ وتفيد سجلات زوكنين أنه أعلن نفسه موسى "المرسل مرة أخرى لخلاص إسرائيل". كان لدى سيرين أتباع حتى في إسبانيا، وترك العديد منهم منازلهم من أجل موسى الجديد. ودفع هؤلاء اليهود العُشر إلى سيرين. مثل أبو عيسى ويودغان، كان سيرين أيضًا مصلحًا دينيًا. وفقًا لنطروني بن نحميا (719-730)، كان سيرين معاديًا لقوانين اليهودية الحاخامية. وتجاهل أتباعه قوانين الطعام، والصلوات التي أسسها الحاخامات، والحظر المفروض على "نبيذ القربان"، وعملوا في اليوم الثاني من الأعياد، ولم يكتبوا وثائق الزواج والطلاق وفقًا للوصايا التلمودية، ولم يقبلوا الحظر التلمودي ضد زواج الأقارب المقربين. قُبض على سيرين. وأحضر أمام الخليفة يزيد بن عبد الملك ، وتراجع عن أقواله وأعلن أنه تصرف فقط على سبيل المزاح، وسلَّمه الخليفة إلى اليهود ليعاقبوه.

## القرن الثاني عشر
تحت تأثير الحروب الصليبية، زاد عدد اليهود المدعين بالمسيحانية، وسجل القرن الثاني عشر عددًا كبيرًا منهم؛
- ظهر أحدهم في فرنسا (حوالي عام 1087) وقتله الفرنسيون.[3]
- موسى بن إبراهيم داري، وهو مدرس مغربي، اكتسب عددًا كبيرًا من الأتباع. كان مقتنعًا بأن المسيح سيحرر اليهود في بلاد المرابطين في عيد الفصح عام 1127.
- داود الروحي، ولد في العمادية، في بلاد فارس حوالي عام 1160 وأعلن نفسه مسيحًا. استغل شعبيته الشخصية، والحالة المضطربة والضعيفة للخلافة، واستياء اليهود الذين كانوا مثقلين بضريبة ثقيلة، فشرع في تنفيذ مخططاته السياسية، مؤكداً أنه أُرسل من الله لتحرير اليهود من المسلمين وإعادتهم إلى القدس. ولتحقيق هذه الغاية، استدعى اليهود المحاربين من شمال بلاد فارس وأبناء دينه في الموصل وبغداد ليأتوا مسلحين لمساعدته والمساعدة في الاستيلاء على العمادية. من هذه النقطة أصبحت مسيرته المهنية محاطة بالأساطير. فشلت حركته، ويقال أنه تم اغتياله وهو نائم على يد حميه. وقد تم فرض غرامة باهظة على اليهود بسبب هذه الثورة. وكان له أتباع كثر في خوي، وسلماس، وتبريز، ومراغة، وبعد وفاته شكلوا طائفة أطلقوا عليها اسم المناحميين، من الاسم المسيحي "مناحيم"، الذي اتخذه مؤسسهم. كتب بنيامين دزرائيلي رواية حكاية الروحي العجيبة استنادًا إلى حياته.
- المسيح اليمني، أعلن أن مصائب العصر هي تنبؤات بمجيء الملكوت المسيحاني، ودعا اليهود إلى تقسيم ممتلكاتهم مع الفقراء، وبشر بالتوبة بأن أولئك الذين أعطوا ممتلكاتهم الدنيوية للفقراء سوف يحصلون على كنز في السماء. كان هذا المرشح للمسيح المجهول هو موضوع كتاب الرسالة اليمنية لموسى بن ميمون. واستمر في نشاطه لمدة عام، ثم ألقت السلطات الإسلامية القبض عليه وقطعت رأسه.

## القرن الثالث عشر
- إبراهام بن صموئيل أبو العافية (ولد عام 1240 – بعد عام 1291)، أصبح أبو العافية يعتقد أولاً أنه نبي؛ وفي كتاب نبوي نشره في أربينة (1279)، أعلن أن الله تكلم معه. ثم أعلن نفسه المسيح وأعلن أن عام 1290 هو العام الذي سيبدأ فيه العصر المسيحاني. تعرض للاضطهاد في صقلية، فذهب إلى جزيرة كومينو، بالقرب من مالطا (حوالي عام 1288)، وظل يؤكد مهمته في كتاباته. نهايته غير معروفة. اثنان من تلاميذه، جوزيف جيكاتيلا وصموئيل، وكلاهما من مدينة سالم، ادعيا فيما بعد أنهما كانا من الأنبياء وصانعي المعجزات. وقد تنبأ الأخير بلغة صوفية في أيلون في شقوبية بقدوم المسيح.
- نسيم بن إبراهيم، ادعي النبوة، نشط في أفيلا حوالي عام 1295، وحدد اليوم الأخير من الشهر الرابع، تموز 1295، موعداً لمجيء المسيح. فاستعد السذج لهذا الحدث بالصوم والصدقة، واجتمعوا في اليوم المحدد. وبدلاً من العثور على المسيح، رأى البعض على ثيابهم صلبانًا صغيرة، ربما ثبتها غير المؤمنين للسخرية من الحركة. ويقال أن بعض أتباع نسيم قد تحولوا إلى المسيحية بسبب خيبة أملهم.

## القرن الخامس عشر
- موسى بوتاريل من سيسنيروس، نشط حوالي عام 1413. ادعى أنه ساحر قادر على الجمع بين أسماء الله الحسنى.

## القرن السادس عشر
- آشير لاملاين، هو ألماني أعلن نفسه مبشرًا بالمسيح، ظهر في إستريا، بالقرب من البندقية في عام 1502، وأعلن أنه إذا تاب اليهود ومارسوا أعمال الخير فإن المسيح سيأتي خلال نصف عام، وسوف يسبق اليهود عمود من السحاب والدخان عند عودتهم إلى القدس. ووجد مؤمنين في إيطاليا وألمانيا، وحتى بين بعض المسيحيين. طاعةً لوعظه، صام الناس وصلّوا وتصدقوا استعدادًا لمجيء المسيح، حتى أصبح العام يُعرف باسم "عام التوبة". ومع ذلك، بحلول نهاية عام التوبة، كان لاملين قد مات أو اختفى.
- كان ديفيد روبيني وسليمان مولخو (1500-1532) مغامران سافرا إلى البرتغال وإيطاليا وتركيا العثمانية. وتظاهر ديفيد بأنه سفير وأخ ملك خيبر، حيث ادعى أنه يسكنها أحفاد "القبائل المفقودة" من رأوبين وجاد. وادعى أنه أُرسل إلى البابا وقوى أوروبا لتأمين المدافع والأسلحة النارية للحرب ضد المسلمين، الذين منعوا اتحاد اليهود الذين يعيشون على ضفتي البحر الأحمر. وقد أنكر صراحة أنه كان مسيحاً أو نبياً، مدعيا أنه كان مجرد محارب. ملأ المارانو الإسبان بالأمل في أن يأتي المسيح ويقود إسرائيل من جميع الأراضي إلى إسرائيل. والتقى بالحاخام سليمان مولخو، وهو مسيحي إسباني سابق عاد إلى اليهودية. تم القبض على روفيني ومولكو في ريغنسبورغ بأمر من تشارلز الخامس، الإمبراطور الروماني المقدس وملك إسبانيا. تم نقله إلى مانتوفا في إيطاليا، حيث تم تعميده كاثوليكيًا، وأدين بالهرطقة وأُحرق في نوفمبر 1532.

## القرن السابع عشر

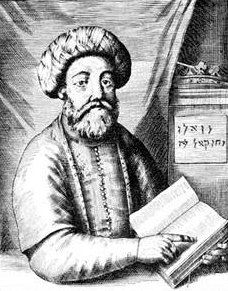
شبتاي تسفي في عام 1665

- شبتاي تسفي، درس التناخ والتلمود والمعارف الباطنية على يد حاخام إزمير «إسحاق دلبع» وقد استنبط الحاخام الشاب سبطاي من النصوص الدنية العبرانية حسب منهج القبالاه أن ظهور المسيح سيكون سنة 1648 فاعلن نفسه مسيحا في ذلك التاريخ. آمن به كثير من يهود إزمير رغم رفض الحاخام يوسف اسكوبا [الإنجليزية] دعواه وتكذيبه له. ثم بدأ المسيح المنتظر شبتاي تسفي رحلة المغامرات الشاقة. فقد وفد إلى إسطنبول سنة 1650 فنصحه حاخامها أبراهام وجيني بالرحيل إلى سالونيك حيث عدد أتباعه والمؤمنين به في تزايد. ثم عاد إلى إزمير سنة 1659 وبعد ثلاث سنين ذهب في زيارة دعوية إلى مصر وفلسطين وعند عودته إلى إزمير وقع تتويجه من طرف اليهود حسب معتقدهم. ثم نشر بيانا قسّم فيه العالم من بعده على مريديه الثمانية والثلاثين. ووفد لزيارته يهود من ألمانيا وبولونيا وبقية أنحاء العالم. عندما لاحظت إدارة الدولة العثمانية هذا الوضع بدأت تتخذ التدابير الزجرية لمقاومة هذا التكتل اليهودي. وقد وجدت الدولة دعمًا لها من طرف اليهود المحافظين والحاخامات الرسميين فسجنته سنة 1666 بتهمة بث الفتنة وإفساد الديانة اليهودية وادّعاء النبوة ثم نقل من سجن زندان قابو في إسطنبول إلى جزيرة آيدوس للتخلص من الزوار اليهود المتوافدين عليه هناك. فتحولت قبلة زائريه من إسطنبول إلى آيدوس ببحر إيجه. وأتباعه هم يهود الدونمة.

## القرن الثامن عشر
- يعقوب فرانك (ولد عام 1726 في بودوليا؛ توفي عام 1791)، مؤسس الحركة الفرانكية ، ادعى أيضًا أنه المسيح. [4] في شبابه، تواصل مع الدونمة، وهم أتباع المدعي السابق للمسيح شبتاي تسفي. وادعى أنه تجسيد للملك داود والنبي يوسف. بعد أن حصل على أتباع بين بعض اليهود في تركيا والأفلاق، جاء في عام 1755 إلى بودوليا، وزعم أتباعه أنه صنع المعجزات؛ وكان هدف طائفته هو اقتلاع اليهودية الحاخامية. [5] أُرغم على مغادرة بودوليا، وتعرض أتباعه للاضطهاد. وعند عودته في عام 1759، نصح أتباعه باعتناق المسيحية، وتحول حوالي 1000 شخص منهم إلى المسيحية وأصبحوا من النبلاء البولنديين من أصول يهودية. واعتنق المسيحية بنفسه في وارسو في نوفمبر 1759. ولكنه دخل في خلاف مع الكنيسة الكاثوليكية وسُجن لفترة من الوقت بتهمة الهرطقة. ومع ذلك، حتى في السجن بقي زعيم طائفته.
- إيفلين فرانك (1754–1816/1817)، كانت ابنة يعقوب فرانك. في عام 1770، أُعلنت أنها تجسيدًا لحواء والعذراء مريم كما أنها تجسيدَا لـ حضرة الله، وبالتالي أصبحت هي نفسها موضوعًا لطائفة فرعية عبادة في تشيستوخوفا. يرى المؤرخ جيري رابو أنها المرأة الوحيدة التي أُعلنت مشيحًا.

## القرن التاسع عشر
- شكر كحيل الأول، كان مسيانياً من يهود اليمن في القرن التاسع عشر. أعلن عن دعوته في البداية في صنعاء عام 1861، حيث توجه إلى معبد براش اليهودي الواقع شرقي جبل نُقم وأعلن نفسه رسولاً للمسيح في وقت كانت فيه التوقعات اليهودية المسيانية في إيالة اليمن العثماني مهيئة نتيجة للاضطرابات السياسية. طلق زوجته واتخذ حياة واعظ متجول ليعيش في فقر ويحث المجتمع على التوبة. أعلن دعوته في يوم السبت في مايو 1861 بالقول: "جئت لأنذركم وأذكركم بالتوبة والفداء"[6]
- يهوذا بن شالوم (شكر كحيل الثاني)، مدعي يهودي يمني من القرن التاسع عشر.

## القرن العشرين
- موسى جيبوري (1899–1985)، زعيم طائفة إسرائيلية بريطانية في الولايات المتحدة.[7]
- مناحيم مندل شنيرسون (1902-1994)، سابع حاخام لحركة حباد. وصهر الحاخام السادس، يوسف إسحاق شنيرسون (1880-1950)؛ اعتقد بعض أتباعه أنه كان المسيح اليهودي أثناء حياته، واستمر بعضهم في الاعتقاد بذلك بعد وفاته في عام 1994.[8][9][10] زاد عدد المؤمنين بعد وفاته.[11] يعتقد بعض أتباعه أنه لم يمت أبدًا.[8][9][10] وبينما ظل شنايرسون غامضًا بشأن مثل هذه التأكيدات،[8][9][10] تظل القضية مثيرة للجدل داخل حركة حباد والمجتمع اليهودي الأوسع.[12][13]:420[14]